# Latindex
Latindex (Sistema Regional de Informação em Linha para Revistas Científicas da América Latina, Caribe, Espanha e Portugal) inicialmente denominado Índice Latino-americano de Publicações Científicas Seriadas, é um sistema de informação acadêmico, sem fins lucrativos e de consulta gratuita, especializado em periódicos científicos produzidos nos países Ibero-americanos, fruto da cooperação entre diferentes instituições de 23 países; oferece também informação sobre periódicos temáticos sobre a America-latina editados fora da região.

## Antecedentes
Latindex tem suas origens nas recomendações apresentadas do Primeiro Workshop sobre Publicações Científicas na América Latina, celebrado em 1994, na cidade de Guadalajara, México. Revelou-se claramente a questão da falta de um sistema de informação próprio para os periódicos de caráter científico e acadêmico dos países de língua espanhola e portuguesa e que, portanto se deveriam realizar ações para reparar este problema.
Em 1995, o Latindex iníciou na Universidade Nacional Autônoma de México - UNAM. Propôs como elemento indispensável do sistema que tivesse um caráter regional e cooperativo, que por não estar centralizado em uma instituição ou país, baseasse sua fortaleza no trabalho compartilhado e na proximidade às fontes que geram ou distribuem dados sobre as revistas.
A reunião de instalação da rede Latindex teve lugar na UNAM em fevereiro de 1997, contando com a assistência dos quatro países fundadores por meio de representantes das seguintes instituições: Instituto Brasileiro de Informação em Ciência e Tecnologia (Brasil), Instituto de Informação Científica e Tecnológica (Cuba), Instituto Venezuelano de Investigações Científicas (Venezuela) e a Universidade Nacional Autônoma de México.
A primeira versão do projeto abrangia os países latino-americanos e tinha como nome Índice Latino-americano de Publicações Científicas Seriadas. Com a adesão da Espanha e Portugal em 1998, o sistema mudou a sua atual denominação e cobertura.

## Produtos
Latindex oferta quatro bases de dados sobre os periódicos publicados nos países Ibero-americanos:
- Diretório. Disponível desde 1997, é cadastro dos periódicos científicos editados nos países da região. Cada registro oferece os dados básicos de identificação tais como: título, ano de início, instituição editora, disciplina de especialização, tiragem, preço e dados de contato. Em outubro de 2012 tinha mais de 21.000 periódicos registrados (ativos ou descontinuados) publicados em 32 países e territórios. Inclui também revistas editadas por organismos internacionais no qual participam os países ibero-americanos, como a Organização dos Estados Americanos (OEA), Organização de Estados Ibero-americanos para a Educação, a Ciência e a Cultura (OEI), ou o Instituto Pan-americano de Geografia e História (IPGH), entre outros. Integra assim, sob a denominação de “Latinoamericanistas” aqueles periódicos com conteúdos sobre a região, mas que são editadas em países de fora da região.
- Catálogo. Disponível desde 2002, é um subconjunto dos periódicos inclusos no Diretório. Fazem parte do Catálogo somente aqueles periódicos que cumprem com um mínimo de características editoriais estabelecidas pelo latindex, mediante a aplicação de critérios de qualidade editorial. Estes critérios estão disponíveis para consulta no próprio sitio web do Latindex. O Catálogo não foi criado como um instrumento de avaliação propriamente dito, senão como um serviço de referência especializado na qualidade editorial de cada revista. Em outubro de 2012, o catálogo registrava mais de 6.400 títulos.
- Periódicos eletrônicos. Também disponível desde 2002, permite a localização automática das publicações inclusas no Diretório, que têm uma versão em linha e informa sobre os tipos de acessos, os formatos em que se apresentam e sua cobertura temporária, estabelecendo um enlace com a direção eletrônica da revista e o acesso ao texto completo dos artigos disponíveis. Em outubro de 2012, este diretório registrava mais de 4.700 títulos.
- Portal de Portais. É um macro portal, criado em 2011, que reúne e dá acesso aos conteúdos de uma seleção de periódicos acadêmicos ibero-americanos disponíveis em 18 hemerotecas virtuais criadas na região por diversas instituições: Dialnet, e-Revistas, Lamjol, Pepsic, Racó, Redalyc, Revistas de la Universidad de Chile, Portal de Revistas Científicas y Arbitradas de la UNAM, Saber ULA, UFPR e alguns sítios nacionais da rede SciELO: Argentina, Brasil, Chile, Colômbia, Cuba, Espanha, México y Peru. Em outubro de 2012, oferecia mais de 1.200,000 artigos com texto completo proveniente a mais de 3.000 periódicos de acesso aberto. Os portais participantes fazem uso da ferramenta OA Harvester 2, desenvolvido pelo Public Knowledge Project (PKP), que permite a coleta de metadatos.

## Usuários
Os usuários de Latindex são principalmente editores, bibliotecários e profissionais da informação, administradores da atividade científica, assim como acadêmicos interessados na documentação científica, a indústria editorial e os periódicos acadêmicos ibero-americanos. Por outro lado, o Portal de Portais está mais dirigido a pesquisadores, docentes e alunos.
Como fonte de informação o Latindex é um recurso útil para se obter documentos relacionados  às revistas científicas, como são a Guía para publicaciones científicas ou La edición de revistas científicas: guía de buenos usos. Também dispõe de uma série de apresentações PowerPoint dos diferentes workshops e seminários para editores, que o Latindex organizou em vários países da região, bem como uma seção de notícias, em constante atualização, que se refere aos eventos relevantes para editores, profissionais das bibliotecas e de informação e  público, em geral, interessado nas revista científica na região e no mundo.

## Instituições
A coordenação geral do sistema reside no Departamento de Bibliografia Latino-americana da Direção Geral de Bibliotecas (DGB) da Universidade Nacional Autônoma de México (UNAM). O suporte informático, desenvolvimento do sitio web e do sistema de rendimento de dados em linha está a cargo da Direção Geral de Tecnologias de Informação e Comunicação (DGTIC) da própria UNAM. Em cada um dos países participantes existe uma instituição responsável:
Argentina
- Consejo Nacional de Investigaciones Científicas y Técnicas (CONICET)
- Centro Argentino de Información Científica y Tecnológica (CAICyT)

Bolivia
- Viceministerio de Ciencia y Tecnología

Brasil
- Instituto Brasileiro de Informação em Ciência e Tecnologia (IBICT)

Chile
- Comisión Nacional de Investigación Científica y Tecnológica (CONICyT)
- Departamento de Información

Colômbia
- Instituto Colombiano para el Desarrollo de la Ciencia y la Tecnología "Francisco José de Caldas" (COLCIENCIAS)

Costa Rica
- Universidad de Costa Rica

Cuba
- Instituto de Información Científica y Tecnológica (IDICT)
- Biblioteca Nacional de Ciencia y Tecnología (BNCT)

El Salvador
- Universidad Tecnológica de El Salvador
- Sistema Bibliotecario

Equador
- Secretaría Nacional de Educación Superior, Ciencia, Tecnología e Innovación (SENESYT)

Espanha
- Consejo Superior de Investigaciones Científicas (CSIC)
- Instituto de Estudios Documentales sobre Ciencia y Tecnología(ex-CINDOC)

França
- Red  Europea de Información y Documentación sobre América Latina (REDIAL)

Guatemala
- Universidad de San Carlos de Guatemala
- Biblioteca Central

Honduras
- Universidad Nacional Autónoma de Honduras
- Dirección Ejecutiva de Gestión de Tecnología

México
- Universidad Nacional Autónoma de México (UNAM)
- Dirección General de Bibliotecas
- Dirección General de Cómputo y de Tecnologías de Información y Comunicación
- Instituto de Física

Nicaragua
- Consejo Nacional de Universidades
- Universidad Nacional Agraria

Panamá
- Universidad de Panamá
- Sistema de Bibliotecas

Paraguai
- Universidad Nacional de Itapúa
- Centro de Recursos de Información

Peru
- Consejo Nacional de Ciencia y Tecnología (CONCYTEC)
- Centro Nacional de Documentación e Información Científica y Tecnológica (CENDICYT)

Portugal
- Ministério de Ciência e Ensino Superior
- Fundação para a Ciência e a Tecnologia
- Serviço de Informação e Documentação

Porto Rico
- Universidad de Puerto Rico
- Escuela Graduada de Ciencias y Tecnologías de la Información

República Dominicana
- Universidad APEC (UNAPEC)

Uruguai
- Universidad de la República
- Facultad de Medicina
- BINAME/CENDIM

Venezuela
- Ministerio del Poder Popular para Ciencia y Tecnología
- FONACIT - Centro de Documentación
- Através de um acordo alcançado em 2005, a REDIAL (Rede Europeia de Informação e Documentação sobre a América Latina), baseada na França, é o órgão responsável de ingressar e atualizar as revistas latinoamericanistas européias no Sistema Latindex.

## Reuniões Técnicas de Latindex
Desde 1997 à data se celebraram um total de 18 reuniões técnicas nos diversos países participantes:
- I. Universidad Nacional Autónoma de México, Cidade do México, 17 e 18 de fevereiro de 1997;
- II. Instituto de Información Científica y Técnica. La Habana, Cuba. 15 e 16 de outubro de 1997;
- III. Universidad Nacional Autónoma de México. Guadalajara, México. 30 de novembro e  1º. de dezembro de 1997;
- IV. Universidad Nacional Autónoma de México, Cidade do México, 26 ao 28 de agosto de 1998;
- V. Consejo Nacional de Investigaciones Científicas y Tecnológicas (CONICIT). Caracas, Venezuela. 28 ao 30 de novembro de 1999;
- VI. Fundação para a Ciência e a Tecnologia. Lisboa, Portugal, 14 ao 16 de fevereiro de 2001;
- VII. Centro Argentino de Información Científica y Tecnológica (CAICYT). Buenos Aires, Argentina, 25 ao 27 de novembro de 2001;
- VIII. Universidad de Puerto Rico, San Juan, 10 ao 13 de setembro de 2002;
- IX. Consejo Superior de Investigaciones Científicas, Madrid, España. 6 e 7 de outubro de 2003;
- X. Universidad de Costa Rica, San José, 18 ao 20 de outubro de 2004;
- XI. Universidad Mayor de San Andrés, La Paz, Bolivia. 9 ao 11 de novembro de 2005;
- XII. Universidad Nacional Autónoma de México, Cidade do México, D.F., 18 ao 20 de outubro de 2006;
- XIII. Centro Argentino de Información Científica y Tecnológica (CAICYT), Buenos Aires, Argentina, 4 ao 6 de outubro de 2007;
- XIV. Universidad de Panamá, Cidade de Panamá, 10 ao 12 de setembro de 2008;
- XV. Universidad de Costa Rica, San José, 8 ao 10 de outubro de 2009;
- XVI. Universidad Nacional Agraria de Nicaragua, Managua, Nicaragua, 20 ao 22 de outubro de 2010;
- XVII. Universidad APEC, Santo Domingo, República Dominicana, 21 ao 23 de setembro  de 2011;
- XVIII. Instituto Brasileiro de Informação em Ciência e Tecnologia (Ibict), Brasília, Brasil, 11 ao  13 de junho de 2012;
- XIX. Universidad Nacional Autónoma de México, Cidade do México, D.F., 22 ao 24 de agosto de 2013.

## Seminários e Wokshops
Com o objetivo de fortalecer os conhecimentos dos editores de revistas em nossos países, a Latindex organizou vários seminários e workshops:
- Taller Latindex para editores de la República Dominicana, Santo Domingo, 21 ao 23 de setembro de 2011;
- Taller Latindex para editores centroamericanos, Managua Nicaragua, 18 e 19 de outubro de 2010;
- Conferencia Calidad e impacto de la revista iberoamericana, San José de Costa Rica, 8 ey 9 de outubro de 2009;
- Seminario-Taller para editores y gestores de revistas. Ciudad de Panamá, 8 y 9 de outubro de 2008;
- Taller para editores y autores científicos. La Paz, Bolivia. 6 al 8 de dezembro de 2006;
- Taller Latindex para editores de revistas académicas y científicas. San José, Costa Rica. 21 y 22 de outubro de 2004;
- Taller para editores de publicaciones científicas. Quito, Ecuador, 29 y 30 de novembro de 2004;
- Taller Latindex para editores de revistas académicas. México, D.F., 28 y 29 de abril de 2004;
- Taller Latindex para editores de revistas científicas. Santiago de Chile, 5 al 7 de abril de 2004, e;
- Taller de Revistas Científicas. México, D.F., Centro de Información Científica y Humanística, 28 de outubro de 1996.

## Financiamento
O desenvolvimento do Sistema Latindex se apóia fundamentalmente nos recursos próprios das instituições participantes. Para atividades específicas se obtiveram apoios da UNESCO (Setor Ciência-Paris e Escritório Regional-Montevideo); o Conselho Internacional para a Ciência (ICSU Press); a Academia de Ciências do Terceiro Mundo (TWAS); a Organização dos Estados Americanos (OEA), a International Network for the Availability of Scientific Publications (INASP) e o Conselho Nacional de Ciência e Tecnologia (CONACYT) México.

## Reconhecimentos
Premio Álvaro Pérez-Ugena à Divulgação Científica em Comunicação, outorgado pela Universidade Rei Juan Carlos de Espanha através de sua Faculdade de Ciências da Comunicação e a Sociedade Latina de Comunicação Social, entregado no III Congresso Internacional Latina de Comunicação Social, celebrado em Tenerife, Espanha em dezembro de 2011. O prêmio reconhece ao grupo de trabalho da Universidade Nacional Autônoma de México (UNAM) pela criação de Latindex.